# Kennon Island
Kennon Island ist eine Insel in der Mündung des Chichagof Harbor auf der Nordost-Seite von Attu, der größten Insel der Near Islands in den Aleuten. Die Insel wurde im Juli 1855 bei der North Pacific Surveying Expedition von Lt. William Gibson, USN, Kommandant des Schoners USS Fenimore Cooper, nach Lt. Beverly Kennon benannt.